# Spiraea
- Commons
- Wikispecies

Espireia (Spiraea L.) é um género botânico pertencente à família Rosaceae.

## Sinonímia
- Eleiosina Raf.

## Espécies e híbridos
| - Spiraea alba - Spiraea albiflora - Spiraea canescens - Spiraea cantoniensis - Spiraea chamaedryfolia - Spiraea douglasii - Spiraea hypericifolia - Spiraea japonica - Spiraea latifolia - Spiraea salicifolia - Spiraea thunbergi | - Spiraea tomentosa - Spiraea x arguta - Spiraea x billardii - Spiraea x brachybotrys - Spiraea x bumalda - Spiraea x pseudosalicifolia - Spiraea x rosalba - Spiraea x sanssouciana - Spiraea x semperflorens - Spiraea x vanhouttei |

- Lista completa

## Classificação do gênero
| Sistema | Classificação                       | Referência               |
| ------- | ----------------------------------- | ------------------------ |
| Linné   | Classe Icosandria, ordem Pentagynia | Species plantarum (1753) |